# Edmund Goulding
Edmund Goulding (* 20. März 1891 in Feltham, England; † 24. Dezember 1959 in Los Angeles, Kalifornien) war ein britischer Filmregisseur und Drehbuchautor, der in Hollywood arbeitete. Zu seinen bedeutendsten Filmen zählen Menschen im Hotel, Opfer einer großen Liebe, Auf Messers Schneide  und Der Scharlatan.

## Leben
Edmund Goulding begann im Alter von zwölf Jahren zunächst eine Karriere als Schauspieler in London, um später leidlichen Erfolg als Autor und Theaterregisseur zu haben. Nach der Demilitarisierung ging er 1919 in die USA und begann ab 1921 in Hollywood Drehbücher zu schreiben. 
Sein Debüt als Filmregisseur gab er 1923, als er seinen eigenen Roman Fury für die Leinwand adaptierte. Kurze Zeit später konnte er mit dem Bühnenstück Dancing Mothers einen großen Erfolg am Broadway feiern. Der Wendepunkt kam 1925, als er bei MGM als Autor und Regisseur unter Vertrag genommen wurde. Mit Charleston-Girls, der mit einem bescheidenen Budget gedreht wurde, hatte er sofort einen großen Erfolg. Die Karrieren der beiden Hauptdarstellerinnen Constance Bennett und Joan Crawford bekamen durch den Film einen gewaltigen Schub. Mit Ausnahme des Films Anna Karenina, der das bekannte Leinwandpaar John Gilbert und Greta Garbo in einer sehr verwässerten Version des Klassikers zeigte, war seine Karriere im Stummfilm eher enttäuschend. Erst mit dem Aufkommen des Tonfilms konnte Goulding seinen eleganten visuellen Stil weiterentwickeln und er spezialisierte sich rasch auf Melodramen und dramatische Liebesgeschichten. 1930 hatte er mit The Devil’s Holiday einen großen Erfolg. Der Film schildert die Liebesgeschichte zwischen einer Prostituierten, gespielt von Nancy Carroll, und einem Dieb, Phillips Holmes, die versuchen, trotz ihrer Vergangenheit eine gemeinsame Zukunft aufzubauen. Nancy Carroll wurde für ihre Darstellung für den Oscar nominiert. Einige Zeit später drehte Goulding mit Carroll einen monumentalen Flop mit The Night Angel, dessen exzessives Budget am Ende 600.000 Dollar erreichte und dessen Reinfall bei Publikum und Presse die Karriere von Nancy Carroll als Paramount-Star beendete. 
Trotzdem wurde er von MGM beauftragt, 1932 Regie bei Menschen im Hotel, dem ersten Film mit Starbesetzung, zu führen. Bald galt er als einer der besten „Frauenregisseure“ der Industrie und nach dem Erfolg von That Certain Woman, einer Liebesgeschichte zwischen Bette Davis und Henry Fonda, drehte er noch einige weitere Filme mit Bette Davis. Unter seiner Regie gab sie 1939 in Opfer einer großen Liebe eine gefühlvolle und zurückhaltende Interpretation einer Frau, die an einer unheilbaren Krankheit stirbt und vor ihrem Tod noch die große Liebe erleben darf. Mit Vertauschtes Glück, wieder mit Davis in der Hauptrolle, begann Goulding 1941 eine Reihe von Filmen, die sowohl kommerziell als auch künstlerisch sehr erfolgreich waren. Liebesleid zeigte Joan Fontaine in einer ihrer besten Rollen als unglücklich verliebte junge Frau. Claudia, die Verfilmung eines beliebten Theaterstücks, machte 1943 aus Dorothy McGuire einen Star. Auf Messers Schneide und Der Scharlatan, zwei Filme mit Tyrone Power in der Hauptrolle, waren dagegen Film noirs, die die Abgründe der menschlichen Seele ausleuchteten. Nach 1947 drehte Goulding langsam weniger Filme, darunter die starbesetzte Komödie Wir sind gar nicht verheiratet aus dem Jahre 1952. Gegen Ende seines Lebens inszenierte er auch vereinzelt im Fernsehen. Gouldings letzte Arbeit war Blaue Nächte mit Pat Boone, der 1958 veröffentlicht wurde.
Edmund Goulding verstarb an Heiligabend 1959 bei einer Herzoperation im Alter von 68 Jahren. Er war von 1931 bis zu ihrem Tod 1935 mit der Schauspielerin Marjorie Moss verheiratet.

## Filmografie (Auswahl)
- 1921: Der Überfall auf die Virginiapost (Tol’able David) (Drehbuch)
- 1924: Die Nacht des Inferno (Dante’s Inferno) (Drehbuch)
- 1925: Sun-Up
- 1925: Charleston-Girls (Sally, Irene and Mary)
- 1926: Paris
- 1927: Women Love Diamonds
- 1927: Anna Karenina (Love)
- 1928: Mädel sei lieb (Happiness Ahead)
- 1929: Broadway-Melodie (The Broadway Melody) (Drehbuchmitarbeit)
- 1929: The Trespasser
- 1930: Paramount-Parade (Paramount on Parade)
- 1930: The Devil’s Holiday
- 1931: Night Angel
- 1932: Menschen im Hotel (Grand Hotel)
- 1932: Blondie of the Follies
- 1934: Die nackte Wahrheit (Riptide)
- 1935: The Flame Within
- 1937: That Certain Woman
- 1938: White Banners
- 1939: Opfer einer großen Liebe (Dark Victory)
- 1939: Die alte Jungfer (The Old Maid)
- 1939: Ihr seid nicht allein (We Are Not Alone)
- 1940: ’Til We Meet Again
- 1941: Vertauschtes Glück (The Great Lie)
- 1943: Auf ewig und drei Tage (Forever and a Day)
- 1943: Claudia
- 1943: Liebesleid (The Constant Nymph)
- 1946: Of Human Bondage
- 1946: Auf Messers Schneide (The Razor’s Edge)
- 1947: Der Scharlatan (Nightmare Alley)
- 1949: Wenn meine Frau das wüßte (Everybody Does It)
- 1950: Mister 880
- 1952: Wir sind gar nicht verheiratet (We’re Not Married)
- 1956: Moderne Jugend (Teenage Rebel)
- 1958: Blaue Nächte (Mardi Gras)